# پرچم چین
پرچم چین برای اولین بار در ۲۷ سپتامبر ۱۹۴۹ به رسمیت شناخته شد. به عنوان پرچم شهروندی و پرچم دولتی (کشوری) شناخته می‌شود و همچنین دارای تناسب ۲:۳ می‌باشد.
با توجه به تفسیر دولت رنگ قرمز نشانگر انقلاب و رنگ‌های طلایی به عنوان تابش بر روی پس زمینه قرار دارد و پنج ستاره نشانگر وحدت مردم چینی تحت رهبری حزب کمونیست چین است.
درسال ۲۰۱۲ میلادی ویتنام در سفری که رئیس جمهور چین به این کشور داشت، به اشتباه از پرچم ۶ ستاره برای چین (۱ ستاره بزرگ و ۵ کوچک) استفاده کرده بود.